# قطر.
De domeinnaamextensie قطر. is de Arabische vorm van de domeinnaamextensie voor Qatar.